# Czangczunzaur
Czangczunzaur (Changchunsaurus) – rodzaj roślinożernego dinozaura z grupy ornitopodów (Ornithopoda). Jego nazwa oznacza "jaszczur z Changchun" (od miejsca znalezienia jego szczątków).
Żył w okresie wczesnej kredy (ok. 126–113 mln lat temu), na terenach wschodniej Azji. Długość ciała ok. 1 m (długość czaszki – 11,5 cm), wysokość ok. 40 cm, masa ok. 10 kg. Jego szczątki znaleziono w Chinach (w prowincji Jilin).
Był małym, prymitywnym ornitopodem. Znaleziono jego niekompletny szkielet (czaszka zachowała się w całości).